# Przystajń (gmina)

Gmina na tle zmieniającego się podziału administracyjnego powiatu częstochowskiego

Przystajń – gmina wiejska w województwie śląskim, w powiecie kłobuckim. W latach 1975–1998 gmina położona była w województwie częstochowskim.
Siedziba gminy to Przystajń.
Według danych z 30 czerwca 2004 gminę zamieszkiwało 6026 osób.

## Struktura powierzchni
Według danych z roku 2002 gmina Przystajń ma obszar 88,85 km², w tym:
- użytki rolne: 60%
- użytki leśne: 32%

Gmina stanowi 9,99% powierzchni powiatu.

## Demografia

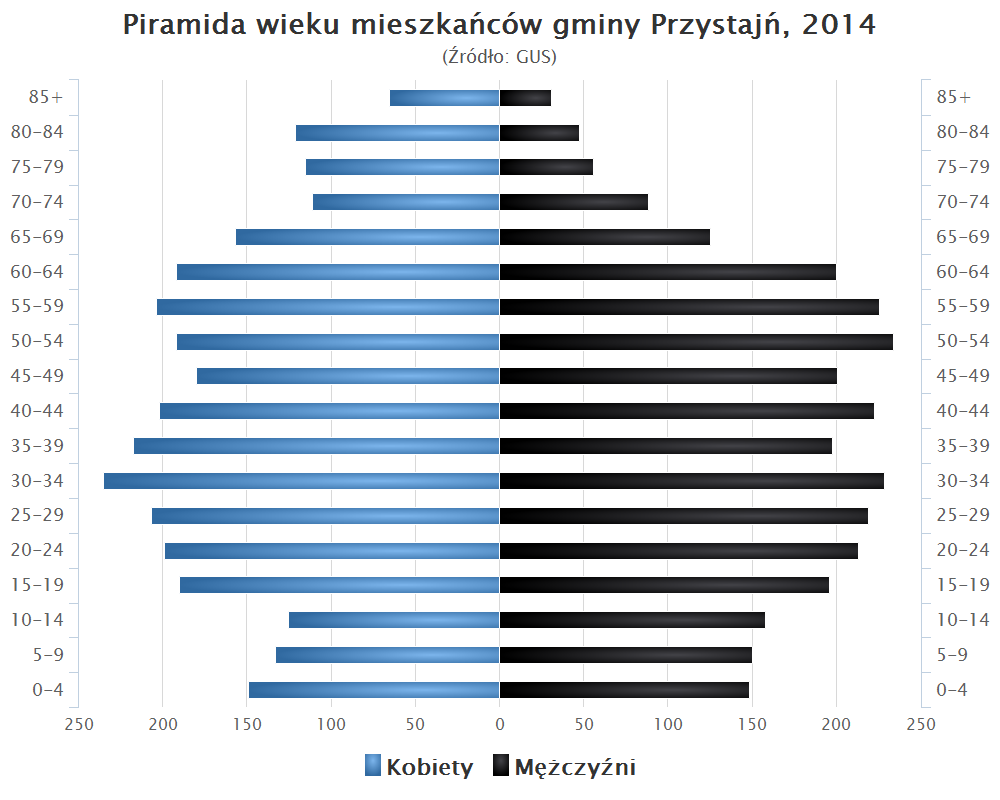
Piramida wieku mieszkańców gminy Przystajń w 2014 roku

Dane z 30 czerwca 2004:
| Opis                              | Ogółem | Ogółem | Kobiety | Kobiety | Mężczyźni | Mężczyźni |
| --------------------------------- | ------ | ------ | ------- | ------- | --------- | --------- |
| jednostka                         | osób   | %      | osób    | %       | osób      | %         |
| populacja                         | 6026   | 100    | 3011    | 50      | 3015      | 50        |
| gęstość zaludnienia (mieszk./km²) | 67,8   | 67,8   | 33,9    | 33,9    | 33,9      | 33,9      |

## Sołectwa
Antonów, Bór Zajaciński, Brzeziny, Dąbrowa, Górki, Kamińsko, Kostrzyna, Kuźnica Nowa, Kuźnica Stara, Ługi-Radły, Mrówczak, Podłęże Szlacheckie, Przystajń, Siekierowizna, Stany, Wilcza Góra, Wrzosy.

## Pozostałe miejscowości
Bagna, Galińskie, Kluczno, Ługi, Michalinów, Mrówczak, Węzina.

## Sąsiednie gminy
Ciasna, Herby, Krzepice, Olesno, Panki, Wręczyca Wielka